# PubChem
PubChem er en online database over kemiske molekyler og deres aktivitet i biologiske assays. Databasen vedligeholdes af National Center for Biotechnology Information (NCBI) under National Library of Medicine, som er en del af de amerikanske National Institutes of Health (NIH). Adgang til PubChem kan opnås igennem en brugerflade på internettet. PubChem blev lanceret i 2004.

## Databaser
PubChem består af tre dynamisk voksende primære databaser. Disse indeholder pr. 12. februar 2013:
- Compounds: 46 millioner, indeholder rene og karakteriserede kemiske stoffer.
- Substances: 116 millioner, indeholder også blandinger, ekstrakter, komplekser og ukarakteriserede stoffer.
- BioAssay: Resultater fra bioaktivitetsundersøgelser fra high-throughput screening programmer med flere millioner værdier.